# Lomatogonium macranthum
Lomatogonium macranthum là một loài thực vật có hoa trong họ Long đởm. Loài này được (Diels & Gilg) Fernald mô tả khoa học đầu tiên năm 1919.